# Linshcosteus
Linshcosteus es un género de insectos de la subfamilia Triatominae, dentro de la familia de las chinches asesinas (Reduviidae).
Es el único género de triatominos cuya distribución se restringe al Viejo Mundo. Consta  de seis especies, y su distribución se restringe a la India peninsular. Lo interesante de este género es que dentro de la subfamilia Triatominae, las especies tienen una distribución neotropical.

## Características
Dentro de los Triatominae, el género se diferencia por la falta de un surco estridulatorio proesternal y un rostro corto que no llega al proesternón. Los adultos se alimentan de sangre de vertebrados. La cabeza es cilíndrica y tan larga como el pronoto y el escutelo juntos. La parte de delante de la cabeza es casi tres veces más larga que la parte de atrás. Las antenas están más cerca de la punta que del ojo y la primera articulación de la antena llega justo antes de la punta de la cabeza, mientras que el segundo segmento es tan largo como la parte de la cabeza frente al ojo.

## Distribución
La distribución peculiar de este género restringida al Viejo Mundo, lo que los diferencia de todos los demás triatominos que están restringidos al Nuevo Mundo, ha llevado a cuestionamientos sobre la filogenia y la ubicación. Se ha especulado que las especies del género pueden estar implicadas en la transmisión de la lepra.
Muchas especies se encuentran debajo de las rocas o en cavidades dentro de los árboles. Los triatominos del Nuevo Mundo se encuentran en lugares protegidos donde se pueden encontrar fácilmente huéspedes vertebrados como murciélagos o roedores. L. carnifex se encuentra solo en el norte de la India en bosques húmedos, mientras que L. confumus y L. costalis están asociados con bosques caducifolios en la India peninsular. L. kali se conoce cerca de la región de Coimbatore, mientras que L. karupus se encuentra más al sur en Tamil Nadu.

## Lista de especies
Las especies identificadas del género Linshcosteus son:
- L. carnifex Distant, 1904 - Bellary (posiblemente también en Kanpur)
- L. confumus Ghauri, 1976 - Bangalore (Kodigehalli)
- L. chota Lent & Wygodzinsky, 1979 - "Sur de la India"
- L. costalis Ghauri, 1976 - Bangalore (Kodigehalli)
- L. kali Lent & Wygodzinsky, 1979 - Coimbatore, Tamil Nadu
- L. karupus Galvão, Patterson, Rocha & Jurberg, 2002 - Kalakkadu, Tamil Nadu